# Mycetaeinae
Mycetaeinae es una subfamilia de coleópteros polífagos.

## Géneros
- Agaricophilus Motschulsky, 1838
- Mycetaea